# 백조 공주 3
백조 공주 3(The Swan Princess III)은 미국에서 제작된 리처드 리치 감독의 1998년 애니메이션 영화이다. 미쉘 니카스트로 등이 주연으로 출연하였다.

## 출연

### 주연
- 미쉘 니카스트로
- 브라이언 니슨
- 도널드 세이지 맥케이
- 더그 스톤
- 스티브 비노비치